# Pterotiltus impennis
Pterotiltus impennis är en insektsart som först beskrevs av Karsch 1891.  Pterotiltus impennis ingår i släktet Pterotiltus och familjen gräshoppor. Inga underarter finns listade i Catalogue of Life.